# 岡山廣幸
岡山 廣幸（おかやま ひろゆき、1948年（昭和23年）2月21日 - 2015年（平成27年）2月28日）は、日本の声楽家（バス）、オペラ歌手、音楽教育者、作曲家。元・藤原歌劇団総監督、公益財団法人日本オペラ振興会評議員、公益財団法人新国立劇場運営財団評議員。新字体の岡山広幸という表記も多くみられる。 

## 経歴
東京都出身。1970年（昭和45年）明治大学政治経済学部卒業。大学在学中は明治大学混声合唱団に所属。最初に岡山の美声を認めたのは岩城宏之だという。卒業後は東京混声合唱団に所属。日本での音楽大学在学経験がない異色の経歴である。
1971年（昭和46年）イタリアに留学しボローニャ音楽院卒業。1978年（昭和53年）ミラノ・スカラ座研究生のオーディションに合格し、研究所で研鑽を積んだ。アルフォンソ・スィリオッティ、エットーレ・カンポガッリアーニに師事。現地で数多くのオペラに出演した後、1982年（昭和57年）帰国。
1982年（昭和57年）11月 藤原歌劇団公演 プッチーニ『ジャンニ・スキッキ』ベットで日本デビュー後、バス歌手として、藤原歌劇団を中心に80作以上のプロダクションに出演した。
2003年（平成15年）9月より藤原歌劇団公演監督に就任。意欲的に ロッシーニ『セビリャの理髪師（新校訂版）』などを上演した。公益財団法人日本オペラ振興会評議員、公益財団法人新国立劇場運営財団評議員、2012年（平成24年）新国立劇場次期芸術監督予定者選考委員会委員を歴任。2014年（平成26年）からは藤原歌劇団第4代総監督に就任。2015年（平成27年）1月のヴェルディ『ファルスタッフ』までその任にあたった。
音楽教育者としては、昭和音楽大学音楽学部声楽学科教授、日本オペラ振興会オペラ歌手育成部などにおいて多数の後進の指導にあたった。門下生には和泉聰子、苅谷牧美、苅谷牧子、渡辺著、福井由香、石井杏花、宮永れいこ、小山陽二郎、長崎裕美、ロベルト・ディ・カンディド、大嶋瞳、田代万里生などがいる。1984年（昭和59年）に門下生の会 IL CERCHIO（イル・チェルキオ）発足。飛騨の高山市を中心に岐阜県、小田原市で夏の合宿を行い、地元の子供たちと岡山の作曲したオペラ作品の公演を行なった。作曲家としてもオペラを中心に多くの作品がある。
しかしながら食道がんに罹患。星出豊によると「手術した方が良いのでは?」－「声がなくなるのだけは嫌なのだ!」と寿命を縮めてまでも声にこだわったのだという。2015年（平成27年）2月28日死去。67歳没。通夜、葬儀は寛永寺輪王殿で行われた。喪主は妻の彩子（あやこ）。
2015年（平成27年）6月14日 昭和音楽大学テアトロ・ジーリオ・ショウワにおいて「岡山廣幸先生お別れの会」が執された。
2016年（平成28年）6月12日 昭和音楽大学ユリホールにて「IL CERCHIO 追悼演奏会－岡山廣幸 作品集－」オペラ『裸の王様』。2017年（平成29年）「岡山廣幸先生追悼コンサート in 大阪」が開催されている。

## 受賞歴
- 1977年（昭和52年）ロニーゴ市国際オペラ・コンクール第2位[1][3]
- 1978年（昭和53年）バスティアニーニ・コンクール審査員特別賞
- 1978年（昭和53年）ジュネーヴ国際音楽コンクール・オペラ部門銀賞[2]
- 1980年（昭和55年）第1回マリア・カラスコンクール入賞
- 1986年度（昭和61年度）第14回ジロー・オペラ賞

## 楽界活動
いずれも死去時。
- 公益財団法人日本オペラ振興会理事
- 公益財団法人新国立劇場運営財団評議員
- 藤原歌劇団総監督
- 昭和音楽大学教授

## 主な作曲作品
- オペラ
  - 『裸の王様』作曲・台本。原作：ハンス・クリスチャン・アンデルセン。原語：日本語[25][26]
  - 『狐の嫁入り』作曲・台本。原語：日本語[28]
  - 『笠地蔵』作曲。原語：日本語[29]
  - 『途方に暮れたマコ』作曲。原語：日本語[30]
  - 『赤い酋長の身代金』[25]
  - 『白雪姫』[25]
  - 『ナイチンゲール』作曲・台本。原作：ハンス・クリスチャン・アンデルセン。原語：日本語[31][32]
- 涙の塩[12]
- 嫁こ[12]
- ちくわの涙[12]
- WAWAWA[12]
- バンバンバン[33]

## ディスコグラフィー
- CD 超絶 ロッシーニオペラの魅力 Bravi! VOL.2 藤原歌劇団 徳間ジャパンコミュニケーションズ[34]
- CD2枚組 ヴェルディ歌劇『椿姫』ロベルト・パーテルノストロ指揮 東京フィルハーモニー交響楽団 藤原歌劇団 NAXOS 録音: 1990, Tokyo, Japan[35]
- CD2枚組 ヴェルディ歌劇『ルイザ・ミラー』ジャナンドレア・カヴァッツェーニ指揮 パルマ王立歌劇場管弦楽団 SERENISSIMA[36]